# Avenue du Boulevard
 (janvier 2017).
Si vous disposez d'ouvrages ou d'articles de référence ou si vous connaissez des sites web de qualité traitant du thème abordé ici, merci de compléter l'article en donnant les références utiles à sa vérifiabilité et en les liant à la section « Notes et références ».
L'avenue du Boulevard (en néerlandais : Bolwerklaan) longe le flanc nord du boulevard du Jardin botanique de Bruxelles dans la commune de Saint-Josse-ten-Noode. 
Le nom date de l'époque à laquelle le mot « boulevard » était la traduction du néerlandais « bolwerk » signifiant alors fortification. En effet, l'avenue du Boulevard longeait l'extérieur de la seconde enceinte de la ville entre la porte de Schaerbeek et la porte de Laeken. À l'instar de Joseph II pendant l'époque autrichienne, les fortifications de Bruxelles furent progressivement démantelées selon la pratique du XVIIIe siècle de les remplacer par de larges promenades plantée d’arbres que l'on appellera ensuite boulevards. L'avenue du Boulevard, cependant, conservera le sens originel du mot et pourrait donc aussi être conçue comme « l'avenue de la fortification ».